# Senokos
Senokos (makedonska: Сенокос) är en ort i Nordmakedonien. Den ligger i kommunen Dolneni, i den centrala delen av landet, 60 kilometer söder om huvudstaden Skopje. Senokos ligger 621 meter över havet och antalet invånare är 354.